# Holotheria
Gli oloteri (Holotheria) sono un gruppo di mammiferi molto diversificato, definiti come i discendenti dell'ultimo antenato comune di Kuehneotherium e dei teri (Theria, ovvero il gruppo che include i mammiferi marsupiali e placentati) (Wible et al., 2001).

## Classificazione
Classificazione secondo McKenna/Bell (1997):
- Classe Mammalia
  - Subclasse Theriiformes
    - Infraclasse Holotheria
      - Genere †Chronoperates?
      - Superlegione †Kuehneotheria
        - Genere †Woutersia
        - Famiglia †Kuehneotheriidae

      - Superlegione Trechnotheria
        - Legione †Symmetrodonta*
          - Genere †Casamiquelia?
          - Genere †Thereuodon?
          - Genere †Atlasodon?
          - Genere †Eurylambda?
          - Genere †Peralestes?
          - Genere †Shuotherium?
          - Ordine †Amphidontoidea
            - Famiglia †Amphidontidae

          - Ordine †Spalacotherioidea
            - Genere †Gobiotheriodon?
            - Genere †Maotherium
            - Genere †Zhangheotherium
            - Famiglia †Tinodontidae
            - Famiglia †Barbereniidae?
              - Genere †Guirogatherium?
              - Genere †Barberenia?

            - Famiglia †Spalacotheriidae
              - Genere †Microderson
              - Genere †Shalbaatar
              - Genere †Spalacotherium
              - Sottofamiglia †Spalacolestinae
                - Genere †Symmetrolestes
                - Genere †Akidolestes
                - Genere †Heishanlestes
                - Genere †Spalacotheroides
                - Genere †Spalacotheridium
                - Genere †Spalacolestes
                - Genere †Symmetrodontoides

        - Legione Cladotheria
          - Genere †Butlerigale?
          - Famiglia †Ausktribosphenidae?
          - Sublegione †Dryolestoidea
            - Ordine †Dryolestida
            - Ordine †Amphitheriida

          - Sublegione Zatheria
            - Infralegione †Peramura
            - Infralegione Tribosphenida
              - Genere †Ambondro?
              - Genere †Hypomylos?
              - Genere †Montanalestes?
              - Genere †Tribactonodon?
              - Supercoorte †Aegialodontia
                - Famiglia †Aegialodontidae
                  - Genere †Aegialodon
                  - Genere †Kielantherium

              - Supercoorte Theria
                - Ordine †Deltatheroida
                - Ordine †Asiadelphia
                - Coorte Marsupialia
                  - Magnordine Australidelphia
                  - Superordine Microbiotheria
                  - Superordine Eometatheria
                    -                       - Ordine †Yalkaparidontia
                      - Ordine Notoryctemorphia

                    - Grandordine Dasyuromorphia
                    - Grandordine Syndactyli
                      - Ordine Peramelia
                      - Ordine Diprotodontia

                  - Magnordine Ameridelphia

                - Coorte Placentalia
                  -                     -                       - Ordine †Bibymalagasia

                  - Magnordine Xenarthra
                  - Magnordine Epitheria

Classificazione secondo Wang, Clemens, Hu & Li, 1998:
- Classe Mammalia
  - Sottoclasse Theriiformes
    - Infraclasse Holotheria
      - Genere †Chronoperates?
      - Superlegione †Kuehneotheria
      - Superlegione Trechnotheria
        - Famiglia †Amphidontidae
        - Superfamiglia †Spalacotheroidea
        - Legione Symmetrodonta
          - Genere †Asfaltomylos?
          - Genere †Atlasodon?
          - Famiglia †Ausktribosphenidae?
          - Genere †Casamiquelia?
          - Genere †Thereuodon?
          - Genere †Eurylambda?
          - Genere †Shuotherium
          - Legione Cladotheria
            - Genere †Butlerigale?
            - Sublegione †Dryolestoidea
              - Ordine †Dryolestida

            - Ordine †Amphitheriida
              - Genere †Amphitherium
              - Sublegione Zatheria
                - Genere †Arguitherium?
                - Genere †Arguimus?
                - Genere †Nanolestes?
                - Genere †Vincelestes?
                - Infralegione †Peramura
                - Infralegione Tribosphenida